# تل أبو الزرد
تل أبو الزرد هو مقام ديني أثري جنوب قرية ياسوف شرق محافظة سلفيت. يقع على قمة جبل يرتفع حوالي 680 متراً فوق سطح البحر، في منطقة تشرف على أراضي القرية من الجهات الأربع، من بينها الساحل الفلسطيني. تمتاز أرضه بأنها مستوية وتصلح للزراعة وتبلغ مساحتها حوالي 40 دونماً.

## التاريخ

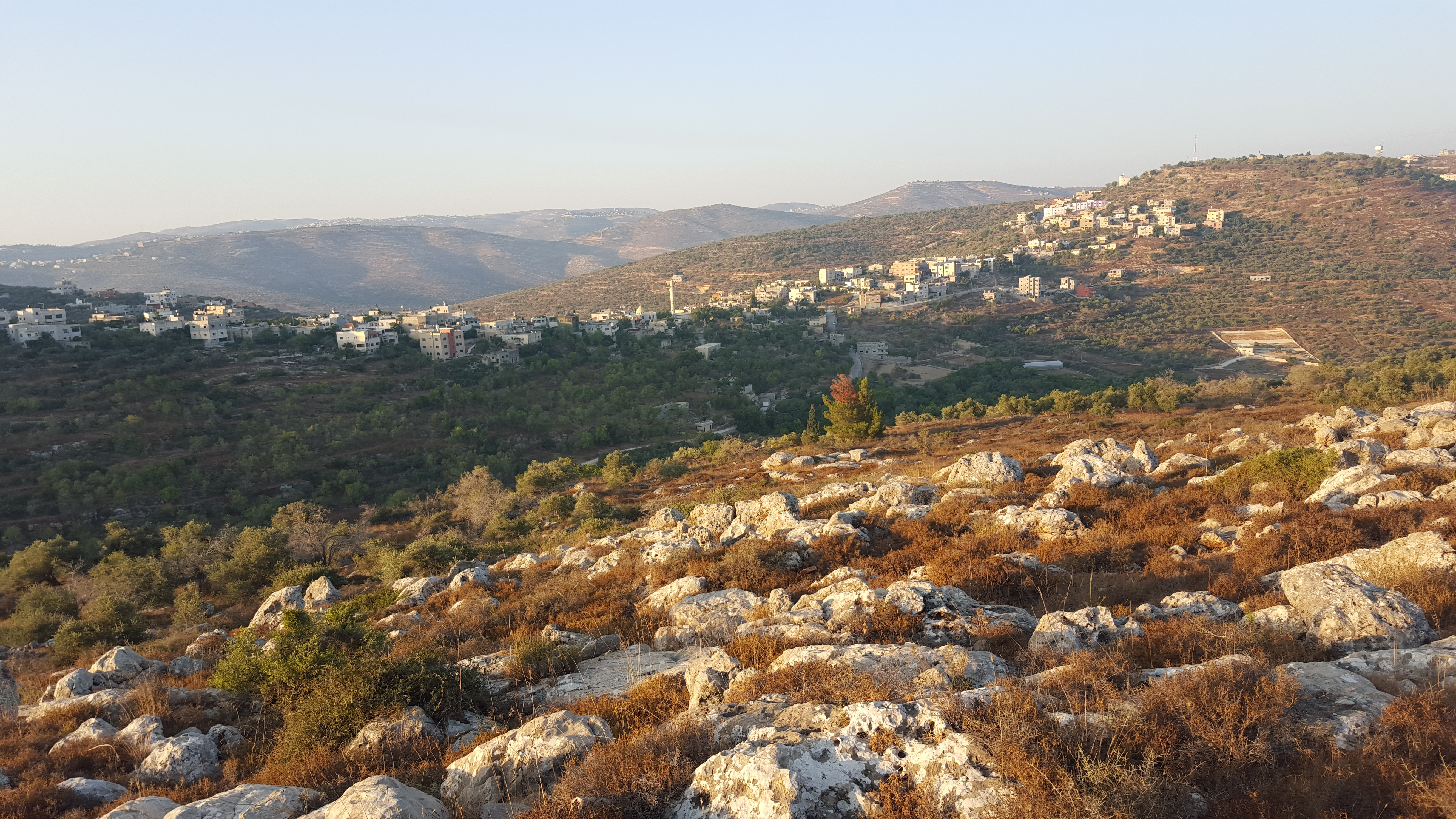
منظر عام لقرية ياسوف

يعتبر التل واحداً من التلال الأثرية التي عرفت قديماً كمدينة محصنة خلال العصر البرونزي الوسيط. يحتوي الموقع على آثار تعود إلى العصر الحجري النحاسي، ودلائل قرية زراعية صغيرة في العصر البرونزي المبكر الثاني والثالث. استمر الاستيطان في الموقع في فترة العصر البرونزي المتأخر، كما ظهرت في الموقع دلائل استيطان تعود إلى العصر الحديدي الأول، واستمر السكن في الموقع في الفترات الكلاسيكية (الفارسية، الهلنستية، الرومانية، البيزنطية، والفترات الإسلامية). تتمثل هذه الفترات من خلال البقايا المادية من أساسات وأبنية وتحصينات تنتشر في أرجاء الموقع لا سيما في مركزه.
ذكر مصطفى الدباغ في موسوعته "بلادنا فلسطين"، أن مزار«الشيخ أبو الزرد»، يحتمل أنه كانت تقوم في موقعه قرية «تفوح» بمعنى تفاح الكنعانية، مشيرا إلى أنه كان في ياسوف مساجد كثيرة، وقد رمم سكانها أحدها ليقيموا فيه صلواتهم. ومدافن محفورة في الصخر، وطريق رومانية، وأعمدة، وتحيط بالقرية أراضي قرى حوارة، وبيتا، ويتما، والساوية، واسكاكا، ومردة، وجماعين.

## التنقيب والتأهيل
بدأت وزارة السياحة والآثار الفلسطينية عام 2015 بالتعاون مع جامعة لا سابينزا روما الإيطالية بعمليات تنقيب وتأهيل للموقع. كشفت التنقيبات عن دلائل معمارية (جدران وأرضيات) تعود بتاريخها إلى الفترات الكلاسيكية، وأثرية (فخار ومواد حضارية أخرى) تشير إلى فترات استيطان موغلة في القدم.